# Neper
Neper je bezrozměrná fyzikální jednotka, která se používá pro vyjádření poměru dvou hodnot. Rovná se přirozenému logaritmu podílu dvou porovnávaných hodnot jedné veličiny. Dnes je tato jednotka v mnoha aplikacích nahrazena jednotkou decibel (dB), která však užívá logaritmus dekadický. Byla pojmenována po Johnu Napierovi, objeviteli logaritmu, respektive podle polatinštěné podoby jeho jména Ioannes Neper. Jednotka má symbol Np.

## Vyjádření neperu jako rozdíl logaritmů
Np se dá vyjádřit také jako rozdíl logaritmů dvou porovnávaných hodnot jedné fyzikální veličiny:
{\displaystyle Np=\ln {\frac {x_{1}}{x_{2}}}=\ln x_{1}-\ln x_{2}\,}
kde {\displaystyle x_{1}} a {\displaystyle x_{2}} jsou porovnávané hodnoty a {\displaystyle \ln()} je přirozený logaritmus.

## Vztah mezi neperem a decibelem
Neper se používá například pro vyjádření poměrů amplitud elektrického napětí a elektrického proudu v elektrickém obvodu nebo změn tlaku v akustice. Decibely se pak používají při porovnávání druhých mocnin těchto veličin, tedy výkonů.
Mezi neperem a decibelem existuje převodní vztah
{\displaystyle 1\ {\mbox{Np}}={\frac {20}{\ln 10}}\ {\mbox{dB}}=20\log _{10}e\ {\mbox{dB}}\approx 8{.}685889638\ {\mbox{dB}}}
a
{\displaystyle 1\ {\mbox{dB}}={\frac {\ln 10}{20}}\ {\mbox{Np}}={\frac {1}{20\log _{10}e}}\ {\mbox{Np}}\approx 0{.}115129254\ {\mbox{Np}}\,}.